# Jōetsu, Niigata
Jōetsu (上越市 Jōetsu-shi) là một đô thị đặc biệt thuộc tỉnh Niigata, vùng Chūbu, Nhật Bản. Tính đến ngày 1 tháng 10 năm 2020, dân số ước tính thành phố là 188.047 người và mật độ dân số là 190 người/km2. Tổng diện tích thành phố là 973,54 km2.

## Địa lý

### Khí hậu
| Dữ liệu khí hậu của Takada, Jōetsu       | Dữ liệu khí hậu của Takada, Jōetsu | Dữ liệu khí hậu của Takada, Jōetsu | Dữ liệu khí hậu của Takada, Jōetsu | Dữ liệu khí hậu của Takada, Jōetsu | Dữ liệu khí hậu của Takada, Jōetsu | Dữ liệu khí hậu của Takada, Jōetsu | Dữ liệu khí hậu của Takada, Jōetsu | Dữ liệu khí hậu của Takada, Jōetsu | Dữ liệu khí hậu của Takada, Jōetsu | Dữ liệu khí hậu của Takada, Jōetsu | Dữ liệu khí hậu của Takada, Jōetsu | Dữ liệu khí hậu của Takada, Jōetsu | Dữ liệu khí hậu của Takada, Jōetsu |
| Tháng                                    | 1                                  | 2                                  | 3                                  | 4                                  | 5                                  | 6                                  | 7                                  | 8                                  | 9                                  | 10                                 | 11                                 | 12                                 | Năm                                |
| ---------------------------------------- | ---------------------------------- | ---------------------------------- | ---------------------------------- | ---------------------------------- | ---------------------------------- | ---------------------------------- | ---------------------------------- | ---------------------------------- | ---------------------------------- | ---------------------------------- | ---------------------------------- | ---------------------------------- | ---------------------------------- |
| Cao kỉ lục °C (°F)                       | 19.4 (66.9)                        | 21.9 (71.4)                        | 25.8 (78.4)                        | 32.3 (90.1)                        | 33.1 (91.6)                        | 36.4 (97.5)                        | 38.9 (102.0)                       | 40.3 (104.5)                       | 37.8 (100.0)                       | 34.1 (93.4)                        | 28.1 (82.6)                        | 23.7 (74.7)                        | 40.3 (104.5)                       |
| Trung bình ngày tối đa °C (°F)           | 6.0 (42.8)                         | 6.7 (44.1)                         | 10.9 (51.6)                        | 17.6 (63.7)                        | 22.7 (72.9)                        | 25.8 (78.4)                        | 29.6 (85.3)                        | 31.3 (88.3)                        | 27.1 (80.8)                        | 21.5 (70.7)                        | 15.5 (59.9)                        | 9.3 (48.7)                         | 18.7 (65.6)                        |
| Trung bình ngày °C (°F)                  | 2.5 (36.5)                         | 2.7 (36.9)                         | 5.8 (42.4)                         | 11.7 (53.1)                        | 17.0 (62.6)                        | 20.9 (69.6)                        | 25.0 (77.0)                        | 26.4 (79.5)                        | 22.3 (72.1)                        | 16.4 (61.5)                        | 10.5 (50.9)                        | 5.3 (41.5)                         | 13.9 (57.0)                        |
| Tối thiểu trung bình ngày °C (°F)        | −0.4 (31.3)                        | −0.8 (30.6)                        | 1.4 (34.5)                         | 6.1 (43.0)                         | 11.6 (52.9)                        | 16.7 (62.1)                        | 21.5 (70.7)                        | 22.6 (72.7)                        | 18.4 (65.1)                        | 12.1 (53.8)                        | 6.1 (43.0)                         | 1.8 (35.2)                         | 9.8 (49.6)                         |
| Thấp kỉ lục °C (°F)                      | −10.7 (12.7)                       | −13.2 (8.2)                        | −10.3 (13.5)                       | −6.5 (20.3)                        | −0.4 (31.3)                        | 6.4 (43.5)                         | 11.6 (52.9)                        | 13.0 (55.4)                        | 8.3 (46.9)                         | 1.2 (34.2)                         | −2.5 (27.5)                        | −7.8 (18.0)                        | −13.2 (8.2)                        |
| Lượng Giáng thủy trung bình mm (inches)  | 429.6 (16.91)                      | 263.3 (10.37)                      | 194.7 (7.67)                       | 105.3 (4.15)                       | 87.0 (3.43)                        | 136.5 (5.37)                       | 206.8 (8.14)                       | 184.5 (7.26)                       | 205.8 (8.10)                       | 213.9 (8.42)                       | 334.2 (13.16)                      | 475.5 (18.72)                      | 2.837,1 (111.70)                   |
| Lượng tuyết rơi trung bình cm (inches)   | 171 (67)                           | 139 (55)                           | 47 (19)                            | 2 (0.8)                            | 0 (0)                              | 0 (0)                              | 0 (0)                              | 0 (0)                              | 0 (0)                              | 0 (0)                              | trace                              | 67 (26)                            | 413 (163)                          |
| Số ngày giáng thủy trung bình (≥ 1.0 mm) | 24.8                               | 20.4                               | 19.0                               | 12.3                               | 10.0                               | 11.3                               | 13.2                               | 11.4                               | 13.9                               | 14.6                               | 18.6                               | 23.2                               | 192.7                              |
| Số ngày tuyết rơi trung bình (≥ 1 cm)    | 19.7                               | 17.8                               | 8.5                                | 0.4                                | 0                                  | 0                                  | 0                                  | 0                                  | 0                                  | 0                                  | 0.1                                | 9.8                                | 56.3                               |
| Độ ẩm tương đối trung bình (%)           | 79                                 | 76                                 | 72                                 | 67                                 | 71                                 | 78                                 | 81                                 | 78                                 | 79                                 | 78                                 | 78                                 | 78                                 | 76                                 |
| Số giờ nắng trung bình tháng             | 62.4                               | 83.2                               | 128.7                              | 177.6                              | 201.8                              | 153.6                              | 148.4                              | 189.6                              | 136.7                              | 131.8                              | 104.1                              | 73.0                               | 1.591,8                            |
| Nguồn: Cục Khí tượng Nhật Bản            |                                    |                                    |                                    |                                    |                                    |                                    |                                    |                                    |                                    |                                    |                                    |                                    |                                    |

| Dữ liệu khí hậu của Ōgata, Jōetsu        | Dữ liệu khí hậu của Ōgata, Jōetsu | Dữ liệu khí hậu của Ōgata, Jōetsu | Dữ liệu khí hậu của Ōgata, Jōetsu | Dữ liệu khí hậu của Ōgata, Jōetsu | Dữ liệu khí hậu của Ōgata, Jōetsu | Dữ liệu khí hậu của Ōgata, Jōetsu | Dữ liệu khí hậu của Ōgata, Jōetsu | Dữ liệu khí hậu của Ōgata, Jōetsu | Dữ liệu khí hậu của Ōgata, Jōetsu | Dữ liệu khí hậu của Ōgata, Jōetsu | Dữ liệu khí hậu của Ōgata, Jōetsu | Dữ liệu khí hậu của Ōgata, Jōetsu | Dữ liệu khí hậu của Ōgata, Jōetsu |
| Tháng                                    | 1                                 | 2                                 | 3                                 | 4                                 | 5                                 | 6                                 | 7                                 | 8                                 | 9                                 | 10                                | 11                                | 12                                | Năm                               |
| ---------------------------------------- | --------------------------------- | --------------------------------- | --------------------------------- | --------------------------------- | --------------------------------- | --------------------------------- | --------------------------------- | --------------------------------- | --------------------------------- | --------------------------------- | --------------------------------- | --------------------------------- | --------------------------------- |
| Cao kỉ lục °C (°F)                       | 16.7 (62.1)                       | 22.7 (72.9)                       | 24.4 (75.9)                       | 30.4 (86.7)                       | 33.4 (92.1)                       | 34.4 (93.9)                       | 39.5 (103.1)                      | 40.0 (104.0)                      | 39.5 (103.1)                      | 35.7 (96.3)                       | 27.4 (81.3)                       | 23.5 (74.3)                       | 40.0 (104.0)                      |
| Trung bình ngày tối đa °C (°F)           | 6.3 (43.3)                        | 6.7 (44.1)                        | 10.1 (50.2)                       | 15.6 (60.1)                       | 20.5 (68.9)                       | 23.9 (75.0)                       | 28.0 (82.4)                       | 30.0 (86.0)                       | 26.3 (79.3)                       | 20.8 (69.4)                       | 15.1 (59.2)                       | 9.5 (49.1)                        | 17.7 (63.9)                       |
| Trung bình ngày °C (°F)                  | 2.9 (37.2)                        | 3.0 (37.4)                        | 5.8 (42.4)                        | 10.9 (51.6)                       | 16.1 (61.0)                       | 20.3 (68.5)                       | 24.4 (75.9)                       | 26.0 (78.8)                       | 22.1 (71.8)                       | 16.4 (61.5)                       | 10.6 (51.1)                       | 5.5 (41.9)                        | 13.7 (56.6)                       |
| Tối thiểu trung bình ngày °C (°F)        | −0.2 (31.6)                       | −0.6 (30.9)                       | 1.5 (34.7)                        | 6.2 (43.2)                        | 11.9 (53.4)                       | 17.0 (62.6)                       | 21.5 (70.7)                       | 22.6 (72.7)                       | 18.4 (65.1)                       | 12.2 (54.0)                       | 6.2 (43.2)                        | 1.9 (35.4)                        | 9.9 (49.8)                        |
| Thấp kỉ lục °C (°F)                      | −10.0 (14.0)                      | −8.0 (17.6)                       | −6.6 (20.1)                       | −3.0 (26.6)                       | 3.2 (37.8)                        | 9.0 (48.2)                        | 13.7 (56.7)                       | 14.2 (57.6)                       | 8.5 (47.3)                        | 1.9 (35.4)                        | −2.1 (28.2)                       | −7.6 (18.3)                       | −10.0 (14.0)                      |
| Lượng Giáng thủy trung bình mm (inches)  | 293.1 (11.54)                     | 173.4 (6.83)                      | 143.5 (5.65)                      | 93.4 (3.68)                       | 88.4 (3.48)                       | 140.3 (5.52)                      | 208.7 (8.22)                      | 160.7 (6.33)                      | 187.0 (7.36)                      | 180.4 (7.10)                      | 296.0 (11.65)                     | 358.0 (14.09)                     | 2.321,7 (91.41)                   |
| Số ngày giáng thủy trung bình (≥ 1.0 mm) | 25.6                              | 20.9                              | 18.4                              | 13.2                              | 10.7                              | 11.1                              | 13.0                              | 10.7                              | 13.8                              | 14.7                              | 19.2                              | 24.9                              | 196.2                             |
| Số giờ nắng trung bình tháng             | 44.3                              | 69.6                              | 131.1                             | 186.5                             | 208.7                             | 166.8                             | 168.5                             | 210.4                             | 149.8                             | 137.0                             | 95.6                              | 59.7                              | 1.639,8                           |
| Nguồn: Cục Khí tượng Nhật Bản            |                                   |                                   |                                   |                                   |                                   |                                   |                                   |                                   |                                   |                                   |                                   |                                   |                                   |

| Dữ liệu khí hậu của Nō, Jōetsu           | Dữ liệu khí hậu của Nō, Jōetsu | Dữ liệu khí hậu của Nō, Jōetsu | Dữ liệu khí hậu của Nō, Jōetsu | Dữ liệu khí hậu của Nō, Jōetsu | Dữ liệu khí hậu của Nō, Jōetsu | Dữ liệu khí hậu của Nō, Jōetsu | Dữ liệu khí hậu của Nō, Jōetsu | Dữ liệu khí hậu của Nō, Jōetsu | Dữ liệu khí hậu của Nō, Jōetsu | Dữ liệu khí hậu của Nō, Jōetsu | Dữ liệu khí hậu của Nō, Jōetsu | Dữ liệu khí hậu của Nō, Jōetsu | Dữ liệu khí hậu của Nō, Jōetsu |
| Tháng                                    | 1                              | 2                              | 3                              | 4                              | 5                              | 6                              | 7                              | 8                              | 9                              | 10                             | 11                             | 12                             | Năm                            |
| ---------------------------------------- | ------------------------------ | ------------------------------ | ------------------------------ | ------------------------------ | ------------------------------ | ------------------------------ | ------------------------------ | ------------------------------ | ------------------------------ | ------------------------------ | ------------------------------ | ------------------------------ | ------------------------------ |
| Cao kỉ lục °C (°F)                       | 17.5 (63.5)                    | 22.5 (72.5)                    | 24.9 (76.8)                    | 29.6 (85.3)                    | 30.2 (86.4)                    | 32.8 (91.0)                    | 36.5 (97.7)                    | 36.9 (98.4)                    | 36.3 (97.3)                    | 33.5 (92.3)                    | 26.9 (80.4)                    | 22.7 (72.9)                    | 36.9 (98.4)                    |
| Trung bình ngày tối đa °C (°F)           | 5.6 (42.1)                     | 6.0 (42.8)                     | 9.6 (49.3)                     | 15.7 (60.3)                    | 20.8 (69.4)                    | 23.9 (75.0)                    | 27.8 (82.0)                    | 29.4 (84.9)                    | 25.6 (78.1)                    | 20.2 (68.4)                    | 14.5 (58.1)                    | 8.8 (47.8)                     | 17.3 (63.2)                    |
| Trung bình ngày °C (°F)                  | 2.2 (36.0)                     | 2.1 (35.8)                     | 4.9 (40.8)                     | 10.4 (50.7)                    | 15.8 (60.4)                    | 19.8 (67.6)                    | 23.9 (75.0)                    | 25.1 (77.2)                    | 21.1 (70.0)                    | 15.5 (59.9)                    | 9.9 (49.8)                     | 4.8 (40.6)                     | 13.0 (55.3)                    |
| Tối thiểu trung bình ngày °C (°F)        | −0.6 (30.9)                    | −1.1 (30.0)                    | 1.0 (33.8)                     | 5.6 (42.1)                     | 11.1 (52.0)                    | 16.1 (61.0)                    | 20.6 (69.1)                    | 21.6 (70.9)                    | 17.6 (63.7)                    | 11.8 (53.2)                    | 6.0 (42.8)                     | 1.6 (34.9)                     | 9.3 (48.7)                     |
| Thấp kỉ lục °C (°F)                      | −7.3 (18.9)                    | −8.1 (17.4)                    | −5.8 (21.6)                    | −2.2 (28.0)                    | 2.7 (36.9)                     | 7.6 (45.7)                     | 13.4 (56.1)                    | 14.3 (57.7)                    | 7.8 (46.0)                     | 2.6 (36.7)                     | −0.5 (31.1)                    | −6.1 (21.0)                    | −8.1 (17.4)                    |
| Lượng Giáng thủy trung bình mm (inches)  | 387.3 (15.25)                  | 233.3 (9.19)                   | 208.1 (8.19)                   | 136.8 (5.39)                   | 124.6 (4.91)                   | 174.3 (6.86)                   | 243.4 (9.58)                   | 237.9 (9.37)                   | 281.9 (11.10)                  | 293.6 (11.56)                  | 404.4 (15.92)                  | 474.4 (18.68)                  | 3.223,5 (126.91)               |
| Lượng tuyết rơi trung bình cm (inches)   | 204 (80)                       | 181 (71)                       | 62 (24)                        | 2 (0.8)                        | 0 (0)                          | 0 (0)                          | 0 (0)                          | 0 (0)                          | 0 (0)                          | 0 (0)                          | 0 (0)                          | 72 (28)                        | 505 (199)                      |
| Số ngày giáng thủy trung bình (≥ 1.0 mm) | 25.2                           | 20.1                           | 18.9                           | 13.1                           | 11.5                           | 12.1                           | 14.5                           | 11.5                           | 14.8                           | 15.8                           | 19.2                           | 23.9                           | 200.6                          |
| Số ngày tuyết rơi trung bình (≥ 3 cm)    | 16.4                           | 15.7                           | 6.5                            | 0.2                            | 0                              | 0                              | 0                              | 0                              | 0                              | 0                              | 0.1                            | 6.6                            | 45.5                           |
| Số giờ nắng trung bình tháng             | 41.3                           | 70.3                           | 118.9                          | 175.2                          | 198.5                          | 142.7                          | 140.0                          | 185.8                          | 129.2                          | 126.9                          | 96.7                           | 57.2                           | 1.478,3                        |
| Nguồn: Cục Khí tượng Nhật Bản            |                                |                                |                                |                                |                                |                                |                                |                                |                                |                                |                                |                                |                                |

| Dữ liệu khí hậu của Yasuzuka, Jōetsu     | Dữ liệu khí hậu của Yasuzuka, Jōetsu | Dữ liệu khí hậu của Yasuzuka, Jōetsu | Dữ liệu khí hậu của Yasuzuka, Jōetsu | Dữ liệu khí hậu của Yasuzuka, Jōetsu | Dữ liệu khí hậu của Yasuzuka, Jōetsu | Dữ liệu khí hậu của Yasuzuka, Jōetsu | Dữ liệu khí hậu của Yasuzuka, Jōetsu | Dữ liệu khí hậu của Yasuzuka, Jōetsu | Dữ liệu khí hậu của Yasuzuka, Jōetsu | Dữ liệu khí hậu của Yasuzuka, Jōetsu | Dữ liệu khí hậu của Yasuzuka, Jōetsu | Dữ liệu khí hậu của Yasuzuka, Jōetsu | Dữ liệu khí hậu của Yasuzuka, Jōetsu |
| Tháng                                    | 1                                    | 2                                    | 3                                    | 4                                    | 5                                    | 6                                    | 7                                    | 8                                    | 9                                    | 10                                   | 11                                   | 12                                   | Năm                                  |
| ---------------------------------------- | ------------------------------------ | ------------------------------------ | ------------------------------------ | ------------------------------------ | ------------------------------------ | ------------------------------------ | ------------------------------------ | ------------------------------------ | ------------------------------------ | ------------------------------------ | ------------------------------------ | ------------------------------------ | ------------------------------------ |
| Cao kỉ lục °C (°F)                       | 16.9 (62.4)                          | 19.8 (67.6)                          | 25.8 (78.4)                          | 31.0 (87.8)                          | 31.4 (88.5)                          | 34.0 (93.2)                          | 37.6 (99.7)                          | 37.6 (99.7)                          | 36.7 (98.1)                          | 32.9 (91.2)                          | 26.0 (78.8)                          | 21.7 (71.1)                          | 37.6 (99.7)                          |
| Trung bình ngày tối đa °C (°F)           | 4.0 (39.2)                           | 4.8 (40.6)                           | 8.6 (47.5)                           | 15.7 (60.3)                          | 21.6 (70.9)                          | 24.6 (76.3)                          | 28.1 (82.6)                          | 29.8 (85.6)                          | 25.7 (78.3)                          | 19.8 (67.6)                          | 13.8 (56.8)                          | 7.3 (45.1)                           | 17.0 (62.6)                          |
| Trung bình ngày °C (°F)                  | 0.6 (33.1)                           | 0.6 (33.1)                           | 3.2 (37.8)                           | 9.3 (48.7)                           | 15.5 (59.9)                          | 19.6 (67.3)                          | 23.6 (74.5)                          | 24.7 (76.5)                          | 20.6 (69.1)                          | 14.5 (58.1)                          | 8.5 (47.3)                           | 3.1 (37.6)                           | 12.0 (53.6)                          |
| Tối thiểu trung bình ngày °C (°F)        | −2.3 (27.9)                          | −2.9 (26.8)                          | −1.0 (30.2)                          | 3.7 (38.7)                           | 9.8 (49.6)                           | 15.2 (59.4)                          | 19.9 (67.8)                          | 20.7 (69.3)                          | 16.6 (61.9)                          | 10.3 (50.5)                          | 4.2 (39.6)                           | −0.1 (31.8)                          | 7.8 (46.1)                           |
| Thấp kỉ lục °C (°F)                      | −10.9 (12.4)                         | −11.0 (12.2)                         | −9.0 (15.8)                          | −4.5 (23.9)                          | 1.1 (34.0)                           | 5.4 (41.7)                           | 12.7 (54.9)                          | 12.8 (55.0)                          | 6.0 (42.8)                           | 1.3 (34.3)                           | −2.6 (27.3)                          | −8.5 (16.7)                          | −11.0 (12.2)                         |
| Lượng Giáng thủy trung bình mm (inches)  | 387.3 (15.25)                        | 229.5 (9.04)                         | 172.8 (6.80)                         | 114.1 (4.49)                         | 109.3 (4.30)                         | 150.0 (5.91)                         | 213.4 (8.40)                         | 194.0 (7.64)                         | 202.9 (7.99)                         | 207.8 (8.18)                         | 286.5 (11.28)                        | 411.5 (16.20)                        | 2.696,3 (106.15)                     |
| Lượng tuyết rơi trung bình cm (inches)   | 293 (115)                            | 236 (93)                             | 125 (49)                             | 13 (5.1)                             | 0 (0)                                | 0 (0)                                | 0 (0)                                | 0 (0)                                | 0 (0)                                | 0 (0)                                | 2 (0.8)                              | 134 (53)                             | 799 (315)                            |
| Số ngày giáng thủy trung bình (≥ 1.0 mm) | 25.4                                 | 21.1                                 | 19.6                                 | 14.1                                 | 11.5                                 | 12.0                                 | 14.5                                 | 11.8                                 | 14.9                                 | 15.4                                 | 18.1                                 | 22.9                                 | 201.3                                |
| Số ngày tuyết rơi trung bình (≥ 3 cm)    | 19.9                                 | 17.6                                 | 13.4                                 | 2.0                                  | 0                                    | 0                                    | 0                                    | 0                                    | 0                                    | 0                                    | 0.3                                  | 9.7                                  | 62.9                                 |
| Số giờ nắng trung bình tháng             | 42.2                                 | 61.8                                 | 107.9                                | 163.7                                | 193.7                                | 142.1                                | 136.8                                | 181.4                                | 129.3                                | 126.8                                | 101.3                                | 61.1                                 | 1.444,1                              |
| Nguồn: Cục Khí tượng Nhật Bản            |                                      |                                      |                                      |                                      |                                      |                                      |                                      |                                      |                                      |                                      |                                      |                                      |                                      |